# Las Limas

Site de Las Limas dans le cadre des autres sites olmèques de la côte du Golfe du Mexique

Las Limas est un site archéologique olmèque situé le long du Río Jaltepec dans la municipalité de Jesús Carranza de l'État de Veracruz au Mexique, à 40 km au sud du site de San Lorenzo dont il est contemporain.
Le site a été cartographié par Hernando Gómez Rueda, qui a  repéré plus de 800 monticules répartis sur une superficie de 100|ha. Le seul monument du site, le Monument 1, mieux connu sous le nom de «Seigneur de Las Limas» est une des pièces maîtresses de l'art olmèque.